# Oh Se-hoon
Oh Se-hoon (coréen : 오세훈) née le 4 janvier 1961, est un homme politique sud-coréen qui est l'actuel maire de Séoul depuis le 8 avril 2021. Il a également été membre de l’Assemblée nationale de 2000 à 2004 et maire de Séoul de 2006 à 2011. Membre du Parti pouvoir au peuple (PPP), Oh est avocat de profession.

## Biographie
Oh est née le 4 janvier 1961 dans le district de Seongdong, à Séoul. Il est diplômé du lycée Daeil et a poursuivi ses études à l'Université Hankuk des études étrangères. Il a ensuite été transféré et diplômé de la faculté de droit de l'Université de Corée. Après avoir réussi l'examen du barreau, il a commencé à exercer en tant qu'avocat. En 1994, il est apparu dans l'émission Lawyer Oh and Lawyer Bae (ko) de la MBC. et a gagné en popularité auprès du public.
Il est catholique et son nom de baptême est Stephen.

## Carrière politique
En 2000, Oh a été élu député à la 16e Assemblée nationale.

### Maire de Séoul (2006-2011)
Le 1er juillet 2006, Oh a commencé son premier mandat en tant que maire de Séoul. Oh a été réélu pour un second mandat en 2010, mais a démissionné en 2011, en partie à cause du rejet de sa proposition lors du référendum sur le déjeuner gratuit à Séoul.
Au cours de son mandat, Oh s'est impliqué dans la Fondation de Séoul pour les arts et la culture, participant à une vidéo de célébration pour l'organisation aux côtés du président de la fondation Park Bum-Shin et du directeur des arts de Séoul Ahn Eun-Mi,.

### Après la première mairie
En 2012, Oh a passé du temps à Londres, au Royaume-Uni, en tant que chercheur à la Faculté des sciences sociales et des politiques publiques du King's College de Londres, se concentrant sur les grandes villes du monde et cherchant des moyens de créer des emplois et de contribuer à promouvoir la croissance économique.
Lors des élections parlementaires de 2020 dans le district de Gwang-jin, il a perdu face à Ko Min-jung, un nouveau venu en politique.

### Maire de Séoul (depuis 2021)
En 2021, il a remporté les primaires du Parti du pouvoir populaire et est devenu le candidat du parti à l' élection partielle à la mairie de Séoul . Il a ensuite remporté l'élection, battant le candidat du Parti démocrate Park Young-sun avec 57,5 % des voix.
Il a débuté son troisième mandat le 8 avril 2021. En septembre 2023, Oh a rencontré le maire de New York, Eric Adams, à Manhattan, pour approfondir les liens culturels et économiques entre Séoul et New York. Il s’agissait de son premier voyage officiel en tant que représentant de Séoul en marge de l’ Assemblée générale des Nations Unies.

### Projet d'approvisionnement en eau de la ville de Séoul
Bien que la plupart des habitants de Séoul choisissent de boire de l'eau minérale en bouteille, il a été rapporté que Oh Se-hoon non seulement se porte garant, mais boit l'eau du robinet de la ville. Encourager les habitants de Séoul à boire l’eau du robinet et à réduire leur dépendance à l’eau en bouteille, ainsi que faire connaître la propreté de l’eau du robinet de Séoul, est un projet favori d’Oh. La ville de Séoul a récemment mis en place de nouvelles réglementations sur l'eau du robinet et l'accent n'est plus mis uniquement sur l'eau potable, mais également sur l'eau au goût délicieux.
De 2006 à 2011, Oh a annoncé qu'il ferait de Séoul une ville d'eau, et a mené à bien le projet de renaissance du fleuve Han visant à construire des pistes cyclables au bord de la rivière et des îles flottantes Sebitseom sur la rive sud du fleuve Han près du pont Banpo.
Parce qu'il avait lancé de nombreuses initiatives liées à l'eau, lorsque de graves inondations se sont produites en 2011, 2022 et 2023, il a été critiqué avec le surnom d'Oséidon, une combinaison de son nom et de Poséidon.